# Epidendrum strobiloides
Epidendrum strobiloides är en orkidéart som beskrevs av Leslie Andrew Garay och Galfrid Clement Keyworth Dunsterville. Epidendrum strobiloides ingår i släktet Epidendrum och familjen orkidéer. Inga underarter finns listade i Catalogue of Life.